# بحث قانوني
البحث القانوني هو أسلوب يهدف إلى الكشف عن المعلومات والحقائق والعلاقات الجديدة والتأكد من صحتها مستقبلا. بالإضافة إلى تطوير وتعديل المعلومات القائمة والوصول إلى الكلية أو العمومية والنهائية أي التعمق في المعرفة العلمية والكشف عن الحقيقة. وكذلك يهدف إلى الاستعلام عن صورة المستقبل أو حل مشكلة معينة، ذلك من خلال الاستقصاء الدقيق والتتبع المنظم الدقيق والموضوعي لموضوع المشكلة ومن خلال اتباع خطوات المنهج العلمي واختيار الطريقة والأدوات اللازمة للبحث وجمع البيانات.

## مفهوم البحث القانوني
استقصاء مسألة أو عدة مسأئل معينة من نواحي ثلاثة:
- المشرع: ويلاحظ مدى دقة تنظيمه لهذه المسألة موضوع البحث، هل سها المشرع عن تنظيمهاو ثمة خلل أو قصور في التنظيم التشريعي لهذه المسألة فينتبه الباحث القانوني المشرع ويطالب الإسراع في تنظيمها تلافيا" لهذا النقص صفوة القول في هذا الشأن يتعين تحديد السياسة التشريعية في مضمار هذه المسألة.
- الفقه: وتعرض آراؤه من حيث:

```
1. لآراء التي اتفقت مع وجهة نظر 
المشرع الوطني
 والآراء التي اختلفت معه.
2. موقف الفقه من سهو المشرع عن تنظيم مسألة ما وهل اعد 
بدائل
 
يستنير
 بهاالمشرع؟
```

- القضاء: وتلاحظ أحكامه من حيث:

```
1. مطابقتها حرفيا لما ورد من نصوص القانون.
2.محاولتها لتطوير القانون عن طريق التوسع في 
التفسير
.
3. موقفه عند سهو المشرع عن تنظيم مسألة ما ومدى العودة لمبادئ 
العدالة
 والإنصاف أوالمبادئ العامة للقانون في مثل هذه الحالة، وبعبارة أخرى تحديد 
السياسة القضائية
 في المسألة مناط البحث.
```

## أنواع البحث القانوني
البحث في هذا المفهوم نوعان من حيث النطاق المكاني والتحليل العلمي.
- البحث المقارن ويلجا الباحث إلى مقارنة عدة أنظمة قانونية وطنية واجنبية، تشريعية وفقها" والقضاء يستخرج اوجه التشابه اوالتماثل واوجه الاختلاف اوالتباين ويبين التنظيم القانوني الأمثل للمسألة مناط البحث أو يحاول ابتداع تنظيم اوالإضافة والتطوير لنظام سائد وذلك لجعله ادنى للكمال.

- بحث غير مقارن: إذ يكتفي الباحث القانوني في بيان سياسة المشرع الوطني في مسألة ما، وجدير بالذكر ان لجوء الباحث إلى الشرح وتحليل وجهات نظر الفقهاء الوطنيين والمقارنة بينهما لا يضفي على بحثه صفة المقارنة، إذ ان المنهج المقارن لا يكون متبعا" الا عند موازنة النظام القانوني الوطني بأنظمة قانونية أجنبية آخرى وذلك لبيان محاسن النظام القانوني ومساوئه وكذلك الأنظة الأولى.